# 焼肉ドラゴン
『焼肉ドラゴン』（やきにくドラゴン）は鄭義信の作による戯曲。日本の新国立劇場と韓国の芸術の殿堂のコラボレーション作品として日韓共同制作され、鄭と梁正雄の演出により2008年に両劇場で初演された。リトルモアから2013年に刊行された『鄭義信戯曲集 たとえば野に咲く花のように/焼肉ドラゴン/パーマ屋スミレ』に収録された。高度経済成長の1970年（昭和45年）に時代に翻弄されつつ必死に生きる焼肉屋を営む在日コリアン一家の姿を通じて、日韓の過去、現在、未来を描く。第16回読売演劇大賞大賞および最優秀作品賞、第8回朝日舞台芸術賞グランプリ、第12回鶴屋南北戯曲賞受賞作。
2011年に日韓両国で再演され、2016年にはキャストを大幅に入れ替えて上演された。韓国での上演タイトルは『焼肉ドラゴン 龍吉さんちのホルモン屋』。
2018年に鄭の著により小説化、また鄭の脚本・監督により映画化され公開された。

## 執筆背景
東京の新国立劇場10周年とソウルの芸術の殿堂20周年を記念し、両劇場による合同公演第二弾を催す事が決まり、在日3世の鄭義信は戯曲の制作を打診された。韓国内で戯曲集が出版され、作品も上演されていた事などから、特に韓国側から強い要望があったという。
鄭はそれまでに映画『血と骨』や『月はどっちに出ている』、演劇『たとえば野に咲く花のように－アンドロマケ－』などの中で在日コリアンを描いており、本作品で初めて作品のメインテーマとして在日を取り上げる事にした。『GO』や『パッチギ!』などの映画が登場して在日コリアンに対する社会の理解度が高まっており、観客に関心を持ってもらう土壌があるという判断もあったという。自身が日韓両国を祖国と確信できない「棄民であり、マイノリティー」だという自覚を持って制作にあたり、在日は貧乏か大金持ちの両極端という先入観がある韓国で、「在日が笑って普通に暮らしていた事を観客に伝えたい」と考えていた。
大阪万博の開発にともなう変化を題材に決め、「日本の共同体そのものが崩壊を始めた時代」と捉えていた1970年前後を作品の舞台として、1年間かけて戯曲が執筆された。この時代を描いて当時ヒットしていた『ALWAYS 三丁目の夕日』のアンチテーゼとする事を意識したという。また「在日のコミュニティーは世代を重ねて失われつつあり、遠からず滅びるかもしれない」と考えていた事から、コミュニティーの一つの記録にもなれば、と鄭は語っている。
執筆に先立って万博の開発で消えていった集落なども取材し、実際に訪れた大阪国際空港横の伊丹市中村地区がモデルとなり「I空港そばのN地区」を舞台とした。焼肉屋を題材にした点については「寄せ屋（くず鉄屋）、ヘップ（サンダル工場）、焼肉屋は在日コリアンの三大職業のようなもので、小さな焼肉屋を通じて彼らの一端を描ければ、と考えた」と鄭は語っている。姫路城の外堀の石垣にあった鄭の実家が強制撤去された体験なども作中エピソードのベースになっている。
キャスティングについては、企画が始まった直後に高秀喜にオファーを出す事を決め、鄭自身が韓国に渡って出演を依頼している。また、高と同じ劇団に所属していた朱仁英にも同時に依頼をした。出演した韓国人俳優は5人中4人が有名な演劇賞を受賞しており、高い演技力のあるメンバーを集めたという。通訳を介して指示を出すため通常の2倍の時間がかかり、1ヶ月半の稽古期間中はキャスト・スタッフにストレスがたまった。しかし日本人への指示も韓国人に向けて全て翻訳することにより、結果として演出への理解の共有などを深めることができたという。
また、本作の取材過程において、九州の廃鉱になった炭坑から流れて来た労働者が数多く大阪国際空港の滑走路建設に従事していたのを発見したことが、1960年代の九州の炭坑町を舞台にした鄭の次作『パーマ屋スミレ』（2012年）の執筆に繋がっている。

## ストーリー
金龍吉は第二次世界大戦に従軍して左腕を失い、四・三事件で故郷の済州島を追われて来日した高英順と再婚する。龍吉は長女・静花と次女・梨花、英順は三女・美花をそれぞれ連れており、二人は国有地を不法占拠した集落で焼肉店「焼肉ドラゴン」を開業し、やがて長男の時生が生まれた。
作中では1969年春から物語が始まり、中学生となった時生が「僕はこんな町大嫌いだ！」と屋根の上で叫ぶ。梨花は李哲夫と結婚パーティーを挙げようとしていたが、区役所の窓口で担当者と哲夫がケンカして婚姻届を提出できなかった。夏になると国有地から立ち退くように一家は通知を受け、有名私立中学に通う時生はいじめにあって不登校となる。哲夫が働かないこともあって梨花は立腹し、かつて付き合っていた静花の事をまだ好きなのではないかと責める。これを気にした静花は尹大樹と付き合うが哲夫はそれでも好意を捨てず、梨花も常連客の呉日白と関係を持つようになった。
いじめが続いて時生は失語症となり、美花は勤め先のクラブの支配人の長谷川との不倫が明らかになる。冬になり静花と大樹は婚約したが、そこに哲男が現れて静花に一緒に北朝鮮へ帰国事業で移住する事を求め、静花はこれに応じる。留年した時生に対してそれでも学校に通うよう龍吉は説得するが、時生は屋根から飛び降り自殺をしてしまう。1970年になり、妊娠した美花と結婚するため長谷川は妻と離婚した。土地の収容に訪れた公務員に、龍吉はこの土地は自分が買ったものだと主張し、感極まって「戦争でなくした腕を返せ」、「息子を帰せ」と叫ぶ。
1971年春、ついに店は取り壊される。哲夫は帰国事業で二度と再会できなくなる未来を暗示するように記念写真をしつこく撮り、梨花は呉日白と韓国へ移住、三女の美花は長谷川と日本でスナックを経営して一家は離散する。龍吉と英順はリヤカーに荷物を載せて去り、死んだ時生が屋根の上に現れて「アボジ!オモニ!本当はこの町が大好きだった!」と叫ぶ中で桜の花びらが降ってくる。

## 登場人物

### 焼肉店一家
金龍吉〈56〉
演 - 申哲振／ハ・ソングァン（三演）
父親。
高英順〈42〉
演 - 高秀喜／ナム・ミジョン（三演）
母親。
金静花〈35〉
演 - 粟田麗／馬渕英里何（三演）
長女。
金梨花〈33〉
演 - 占部房子／中村ゆり（三演）
次女。
金美花〈24〉
演 - 朱仁英／チョン・ヘソン（三演）
三女。
金時生〈15〉
演 - 若松力／大窪人衛（三演）
長男。

### その他
清本（李）哲夫〈40〉
演 - 千葉哲也／高橋努（三演）
梨花の夫。
長谷川豊〈35〉
演 - 笑福亭銀瓶／大沢健（三演）
クラブ支配人。
高原美根子〈53〉
演 - 水野あや／あめくみちこ（三演）
長谷川の妻。
高原寿美子〈50〉
演 - 水野あや（二役）／あめくみちこ（二役）
美根子の妹。市役所職員。
呉信吉〈40〉
演 - 朱源実／佐藤誓（再演）／櫻井章喜（三演）
常連客。
尹大樹〈35〉
演 - 朴師泳／キム・ウヌ（三演）
静花の婚約者。
呉日白〈38〉
演 - 金文植／ユウ・ヨンウク（三演）
信吉の親戚。
阿部良樹〈37〉
演 - 朴勝哲
アコーディオン奏者。
佐々木健二〈35〉
演 - 山田貴之
太鼓奏者。

## 上演

### 日程
初演
- 2008年4月17日 - 4月27日：新国立劇場 小劇場
- 2008年5月20日 - 5月25日：芸術の殿堂 トウォル劇場
  - 2008年6月28日：ミッドナイトステージ館（NHK-BS2）で東京公演を放送

再演
- 2011年2月7日 - 2月20日：新国立劇場 小劇場
- 2011年3月9日 - 3月20日：芸術の殿堂 トウォル劇場
- 2011年4月9日・4月10日：兵庫県立芸術文化センター 中ホール
- 2011年4月16日・17日：北九州芸術劇場 中劇場

三演
- 2016年3月7日 - 3月27日：新国立劇場 小劇場
- 2016年4月8日・4月9日：兵庫県立芸術文化センター 中ホール

### スタッフ
- 作：鄭義信
- 演出：鄭義信、梁正雄
- 翻訳：川原賢柱
- 美術：島次郎
- 照明：勝柴次朗
- 音楽：久米大作
- 音響：福澤裕之
- 衣裳デザイン：出川淳子
- ヘアメイク：川端富生
- 方言指導：大原穣子
- 演出助手：趙徳安、趙孝貞
- 舞台監督：北条孝
- 芸術監督：鵜山仁

### 演出
作中の設定を反映して日本側の台詞は関西弁で書き上げられ、韓国側の台詞も済州島の方言を志向したが、こちらは韓国標準語に訳された。日韓両国の俳優に加えて落語家やミュージシャンもキャストに加え、にぎやかさな舞台を目指したという。台本にある1,709個の台詞のうち69.7%が日本語、13.2%が朝鮮語、残りは無言部分となっている。韓国人の申哲振と高秀喜も流暢な関西弁を駆使して演技し、朝鮮語の影響を受けた日本語の台詞も舞台に臨場感を与えていたという。
また上演に際しては、非母国語の台詞は左右の舞台脇にある黒いスクリーンに字幕を投影した。字幕はパワーポイントで1ページあたり最大4行、1行10字以内のフォーマットで作られ、分量は計1,520ページ分に上っている。日本では縦書、韓国では横書で投影された。
鄭の他作品同様、「本人は真剣でも見てるとおかしく、さらに悲しさもあって人生の縮図のよう」と考える食事のシーンが登場する。煙や匂いも含めて焼肉店の雰囲気を出すため舞台上で肉を焼く演出にこだわり、1回の公演当たり300グラムのホルモンを実際に炭火で焼いていた。芸術の殿堂では2007年12月にオペラ上演中に火事が起きたため電気グリルの使用を提案されたが、強く主張して炭火を使用したという。また、龍吉がライターで火をつけ、タバコを吸うシーンも2回ある。

## 評価
初演では初日の観客からクチコミが広がり、翌日には当日券の売れ行きが急増してチケットはすぐに完売となった。また、評論家らには上演直後から同年の演劇界において大きな収穫となる予感を与えていた。在日コリアンの戦争体験や差別という重いテーマを扱いながら展開は軽やかで、こってりした人情喜劇の雰囲気に追憶や喪失の詩情も混ざり、非常にエネルギッシュな舞台だと評価された。また悲劇と呼ぶべきストーリーにもかかわらずエンディングには大きな希望がある、と言われている。
在日問題に正面から取り組んだ脚本、日韓両国の俳優らによる緊迫した演技に加え、舞台美術や舞台照明なども含めた全体の完成度が非常に高いと評価されている。また、離散する家族の背景に歴史をしっかり描写する点は、『三人姉妹』や『屋根の上のヴァイオリン弾き』などの舞台作品にも通じる余韻が感じられるとの見方もある。一方で、韓国の演出家・俳優が参加したのに韓国側から見た問題意識などが見えない、という批判もある。
主演の申と高は存在感豊かな演技を評価され、特に高は実年齢より11歳上の役にもかかわらず「肝っ玉母さん」を良く演じたと評された。朱仁英はリズミカルに動きを際立たせ、感情を内に秘めた演技の粟田麗、直截な占部房子と姉妹それぞれの個性を描き出したとされる。また、心の傷を痛ましく見せた千葉哲也と、ヘラヘラした人物を演じた笑福亭銀瓶も好評を得た。2011年の再演では千葉や占部の演技力向上などが特に評価されている。

### 受賞
作品に対して
- 第16回読売演劇大賞: 大賞、最優秀作品賞
- 第8回朝日舞台芸術賞:グランプリ
- 第12回鶴屋南北戯曲賞
- 韓国演劇評論家協会の選ぶ2008年の演劇ベスト3

本作品による個人への授賞
- 鄭義信（作、演出）
  - 第43回紀伊国屋演劇賞
  - 第59回芸術選奨文部科学大臣賞
  - 第16回読売演劇大賞（優秀演出家賞）:梁正雄とともに

- 申哲振
  - 第16回読売演劇大賞（優秀男優賞）

- 高秀喜
  - 第16回読売演劇大賞（優秀女優賞）

## 書誌情報
- 鄭義信戯曲集 たとえば野に咲く花のように/焼肉ドラゴン/パーマ屋スミレ（2013年、リトルモア、ISBN 978-4-89815-365-9）

## 小説
鄭義信により小説化され、2018年5月25日に角川文庫より刊行された。

### 書誌情報（小説）
- 焼肉ドラゴン（2018年5月25日、角川文庫、ISBN 978-4-04-106906-6）

## 映画
2018年6月22日公開。鄭義信の映画初監督作品。
2018年5月3日、韓国・全州市で開催された第19回全州国際映画祭のオープニング作品として上映される。

### キャスト（映画）
- 李哲男（梨花の夫） - 大泉洋
- 金龍吉（父親） - キム・サンホ[34]
- 高英順（母親） - イ・ジョンウン[34]
- 金静花（長女） - 真木よう子
- 金梨花（次女） - 井上真央
- 金美花（三女） - 桜庭ななみ
- 金時生（長男） - 大江晋平[35]

- 長谷川豊（クラブ支配人） - 大谷亮平[35]
- 尹大樹（静花の婚約者）- ハン・ドンギュ[35]
- 呉日白 - イム・ヒチョル[35]
- 呉信吉 - 宇野祥平[35]
- 美根子 - 根岸季衣[35]

### スタッフ（映画）
- 原作 - 戯曲「焼肉ドラゴン」（作 - 鄭義信）
- 脚本・監督 - 鄭義信
- 音楽 - 久米大作
- エグゼクティブプロデューサー - 小西啓介、堀内大示、巖本博、畠中達郎、本間憲、岡田美穂、高橋一仁、岩崎アキ子、三宅容介、梅川治男
- 製作統括 - 小西啓介、加茂克也
- プロデューサー - 森重晃
- 企画・プロデューサー - 清水啓太郎
- 企画プロデューサー - 江守徹、佐々木弘毅
- 撮影 - 山崎裕
- 美術 - 磯見俊裕
- 照明 - 尾下栄治
- 録音 - 吉田憲義
- 装飾 - 中込秀志
- 編集 - 洲崎千恵子
- VFXスーパーバイザー：オダイッセイ
  - VFX：ナイス・デー、KI Studio、すたじおTETO、ピュアビクス、フォトン・アーツ
- 記録 - 永倉美香
- 監督補 - 吉見拓真
- 韓国コーディネイト - 朴賢淑
- 技斗 - 栗原直樹
- プロダクション協力 - 東映京都撮影所
- ラボ - 東映ラボ・テック
- 撮影協力 - 兵庫県、大阪フィルム・カウンシル、神戸フィルムオフィス、尼崎市シティプロモーション推進部、尼崎市水道局、尼崎市立文化財収蔵庫
- ラインプロデューサー - 相場貴和
- アソシエイトプロデューサー - 加藤賢治
- 助成 - 文化庁文化芸術振興費補助金
- 配給 - KADOKAWA、ファントム・フィルム
- 制作プロダクション - ステューディオスリー、松竹撮影所
- 製作 - 「焼肉ドラゴン」製作委員会（ファントム・フィルム、KADOKAWA、巖本金属、アミューズ、レプロエンタテインメント、関西テレビ放送、サンライズプロモーション東京、フライングボックス、ポニーキャニオン、ステューディオ・スリー）